# Sidney Sheinberg
Sidney Jay (Sid) Sheinberg (Corpus Christi (Texas), 14 januari 1935 – Beverly Hills, 7 maart 2019) was een Amerikaans advocaat, filmproducent en  studiobaas. Hij was meer dan 25 jaar COO van Universal Studios.

## Carrière
Sid Sheinberg werd in 1935 geboren in Corpus Christi (Texas) als de zoon van joodse migranten. Zijn moeder was van Oekraïne afkomstig, zijn vader was Pools. In 1955 studeerde hij af aan Columbia University, waarna hij zich aansloot bij Columbia Law School en een doctor in de rechten werd. In 1956 huwde Sheinberg met actrice Lorraine Gary, met wie hij twee zonen kregen.
In 1958 begon hij met lesgeven aan de UCLA School of Law. In afwachting van zijn examenresultaten aan de balie sloot hij zich in 1959 aan bij de juridische afdeling van Revue Studios, het tv-productiebedrijf van Music Corporation of America (MCA). Na de overname van Decca Records werd Revue Studios net als filmstudio Universal Pictures een onderdeel van Universal City Studios. In 1966 werd het tv-departement omgedoopt tot Universal Television. In 1968 ontdekte Sheinberg de toen 20-jarige Steven Spielberg en gaf hem een contract voor zeven jaar bij Universal Television.
Studiobaas Lew Wasserman was binnen MCA de mentor van Sheinberg. In 1973, na het aftreden van MCA-oprichter Jules Stein, werd Wasserman hoofd van MCA en werd Sheinberg verkozen tot "Voorzitter en COO". Onder leiding van Wasserman en Sheinberg kende de studio vanaf de jaren 1970 grote successen met blockbusters die door hun protegé Spielberg geregisseerd werden. Zo groeiden onder meer Jaws (1975), E.T. the Extra-Terrestrial (1982) en Jurassic Park (1993) uit tot kaskrakers. Vooral in het tot stand komen van Jaws speelde Sheinberg een belangrijke rol. De film lanceerde zowel het blockbustertijdperk als de carrière van Spielberg.
In 1984 werd Nintendo door Sheinberg beschuldigd van auteursrechtenschending. Sheinberg stelde dat Donkey Kong gebaseerd was op het Universal-personage King Kong en eiste daarom dat de Japanse videogamefabrikant royalty's zou betalen. Een rechter oordeelde uiteindelijk dat King Kong deel uitmaakte van het publieke domein, waardoor Universal de zaak verloor en Nintendo zich als een grote speler op de Amerikaanse videogamemarkt kon vestigen.
Sheinberg leidde ook de overnames van Motown (in 1988) en Geffen Records (in 1990). Beide platenlabels werden voor respectievelijk 61 miljoen en 550 miljoen dollar overgenomen door MCA Music Entertainment, de muziekafdeling van MCA.
In 1990 werden MCA en Universal door Wasserman en Sheinberg verkocht aan Matsushita Electric. Het Japanse conglomeraat betaalde 6,59 miljard dollar voor de overname. In 1995 kwam de studio in handen van Seagram, waarna Sheinberg opstapte. Nadien bracht hij via zijn eigen productiehuis, The Bubble Factory, films uit als The Pest (1997), Playing Mona Lisa (2000) en The Devil's Tomb (2009).